# Léon van der Essen

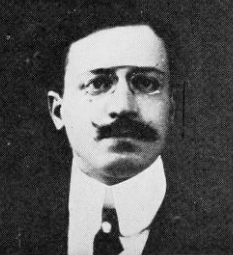
Léon van der Essen

Léon van der Essen (Antwerpen, 12 december 1883 - Leuven, 10 februari 1963), meestal Leo van der Essen, was een Belgische historicus, professor aan en secretaris-generaal van de Katholieke Universiteit Leuven. 

## Levensloop
Hij was een zoon van Pierre-Edmond Van der Essen en van Anne-Catherine Raermecker. Hij trouwde in 1910 in Roeselare met de onderwijzersdochter en begaafde violiste Gabrielle Callebert (1884-1955). Het huwelijk werd ingezegend door kanunnik en professor Alfred Cauchie en de getuige voor Van der Essen was de Antwerpse volksvertegenwoordiger Frans Van Cauwelaert. Hun zoon Alfred Van der Essen (1914-2005) werd eveneens historicus en gewoon hoogleraar aan de KU Leuven.
Na de humaniora aan het Antwerpse Sint-Jan Berchmanscollege, schreef Leo zich in aan de Katholieke Universiteit Leuven in de faculteit geschiedenis en promoveerde er in 1905 met de grootste onderscheiding tot doctor in de wijsbegeerte en letteren. Zijn doctoraatsverhandeling werd bekroond door het Institut de France en werd gepubliceerd. Hij verkreeg een beurs van de Belgische regering, waarmee hij van 1906 tot 1909 in Italië kon verblijven en archiefonderzoek doen. Vanaf 1906 was hij ook assistent van zijn leermeester Alfred Cauchie, in 1910 werd hij docent en in 1912 buitengewoon hoogleraar.
Tijdens de Eerste Wereldoorlog werd hij door de regering naar de Verenigde Staten gestuurd om er conferenties te houden in de universiteiten om de geest van solidariteit met de Europese geallieerden aan te wakkeren.
In 1917 werd hij tot kabinetschef benoemd van eerste minister Charles de Broqueville en tot hoofd van de Belgische Documentatiedienst, de propaganda- en inlichtingendienst die in Le Havre de Belgische regering bijstond. Na de oorlog bleef hij tot in 1922 verbonden aan het ministerie van Buitenlandse Zaken en maakte hij in 1919 deel uit van de Belgische delegatie op de Vredesconferentie in Versailles.
Ondertussen was hij in 1919 bevorderd tot gewoon hoogleraar aan de Katholieke Universiteit Leuven. Hij werd in 1922 secretaris en in 1930 secretaris-generaal van deze universiteit. In 1936 werd hem de Vijfjaarlijkse Staatsprijs toegekend voor zijn voornaamste werk, de studie in vijf boekdelen die hij wijdde aan Alexander Farnese.
In mei 1940 vluchtte hij voor de Duitse invasie en vestigde zich in Montpellier, waar hij examens inrichtte voor studenten die naar Frankrijk gevlucht waren. In juli keerde hij naar Leuven terug en gedurende de hele oorlog stond hij rector magnificus Honoré Van Waeyenbergh bij in de strijd tegen de inmengingen van de bezetter in de activiteiten van de universiteit.
Na de oorlog werd hij lid van de Commissie voor de Oorlogsmisdaden en in die hoedanigheid was hij de enige Belg die als getuige optrad tijdens de processen in Nürenberg tegen de nazi-kopstukken. Hij maakte ook deel uit van een Commissie die zich inzette om de activiteiten tijdens de oorlog van koning Leopold III op gunstige wijze te beoordelen.
In 1954 bereikte hij het emeritaat als hoogleraar, maar bleef het ambt van secretaris-generaal uitoefenen tot in 1961.

## Van der Essen en de Vlaamse kwestie
Hoewel hij een overtuigd Belgisch unitarist was, is Van der Essen steeds een verdediger van de Vlaamse en Groot-Nederlandse beweging geweest. Tijdens zijn studententijd was hij redactielid van het studentenblad Ons Leven en lid van Met Tijd en Vlijt, wat hem situeert als een gematigd flamingant. Door cursussen in het Nederlands te doceren, onder meer tijdens de Nederlandse Vacantieleergangen, stond hij mee aan de wieg van de vernederlandsing van de Leuvense universiteit.
In 1918 benoemde de Broqueville hem aan het hoofd van de Studiecommissie voor de Vlaamse kwestie, die echter, door het ontslag van de Broqueville, zes maanden later zonder gevolg of conclusies bleef. Kort daarop evolueerde Van der Essen, onder invloed van zijn oppositie tegen de Frontpartij, naar een meer patriottisch Belgisch standpunt zoals het werd uitgedragen door Pierre Nothomb. In de jaren dertig evolueerde hij opnieuw, ditmaal in de richting van belangstelling voor toenadering tussen de historische Zeventien Provinciën. Hij drukte dit uit in zijn redevoering De historische gebondenheid der Nederlanden (1935). Hij was van bij de aanvang lid van de redactie voor het zesdelige Geschiedenis van Vlaanderen, geleid door zijn oud-student Robert Van Roosbroeck. Hij was medestichter van het tijdschrift Nederlandsche Historiebladen (1938-1941). In 1939 werd hij de eerste voorzitter van de Vereeniging België-Nederland-Luxemburg.
In 1945 schreef hij de brochure La Belgique indépendante, waarin hij de idee bestreed, gangbaar zowel bij belgicisten als bij Vlaams-nationalisten, dat Ons Volk eeuwenlang onder de knoet had gelegen van buitenlandse despoten. Hij bleef ook nog meewerken aan Heel-Nederlandse initiatieven. Hij behoorde tot de stichtende redactie van het tijdschrift Bijdragen voor de Geschiedenis der Nederlanden (1946) en werkte mee (voor de periode 16e eeuw) aan de Algemene Geschiedenis der Nederlanden (deel V, 1952), een Nederlands-Belgisch initiatief.

## Publicaties
- Etude critique et littéraire sur les "Vitae" des saints mérovingiens de l'ancienne Belgique, doctoraatsverhandeling, Brussel, 1908.
- Short History of Belgium, 1915.
- Petite histoire de l'invasion et de l'occupation allemande en Belgique, Brussel/Parijs, G. Van Oest et Cie, 1917.
- L'invasion allemande en Belgique. De Liége à l'Yser. Avec une esquisse des négociations diplomatiques précédant le conflit, Parijs, Payot et Cie, 1917.
- Pour la Belgique. Contre le séparatisme. Discours prononcé à la manifestation patriotique des étudiants à l'Eden-théâtre à Louvain, 1920.
- Une institution d'enseignement supérieur sous l'ancien régime. L'Université de Louvain 1425-1797, Brussel/Parijs, Vromant & Cie, 1921.
- La Belgique dans le royaume des Pays-Bas. 1814-1830, 1923.
- La révolution belge et les origines de notre indépendance (1830-1839), 1924.
- Pour mieux comprendre notre histoire nationale, Leuven, Éd. Rex, 1932.
- Alexandre Farnèse (1545-1592), prince de Parme, gouverneur général des Pays-Bas, 1545-1592, Brussel, Librairie nationale d'art et d'histoire, 1933-1937.
  - I 1545-1578, 1933.
  - II 1578-1582, 1934.
  - III 1582-1584, 1934.
  - IV Le siège d'Anvers, 1584-1585, 1935.
  - V 1585-1592, 1937.
- Pour comprendre notre histoire nationale, Leuven, Ed. Rex, [1936].
- De historische gebondenheid der Nederlanden, Antwerpen, De Sikkel, 1938.
- Le Siècle des saints, 625-739 : étude sur les origines de la Belgique chrétienne, Brussel, La Renaissance du Livre, 1942.
- Pages d'histoire nationale et européenne, Brussel, Goemaere, 1942.
- (samen met G. J. Hoogerwerff), De historische gebondenheid der Nederlanden, Brussel, Editions Universitaires, 1944.
- La Belgique indépendante, Brussel, Éditions universitaires, 1945.
- L'Université de Louvain, Brussel, Éditions universitaires, 1945.
- Pour mieux comprendre notre histoire nationale, tweede herziene en vermeerderde uitgave, Brussel, Dessart, 1946.
- La diplomatie: ses origines et son organisation jusqu'à la fin de l'Ancien Régime, Brussel, Éditions P.D.L, 1953.
- Artikels in Dietsche Warande en Belfort
  - In memoriam pater Karel De Smedt s.j., Bollandist, 1911.
  - Wetenschap in het land der ‘Business Men’ Het beoefenen der geschiedenis in de Vereenigde Staten van Amerika, 1912.
  - De rol der universiteit en het studentenleven in vroeger tijd, 1912 & 1913. Studie voorgedragen op het derde Groot-Nederlands Studentencongres, in Leuven gehouden van 17 tot 19 februari 1912.
  - Oorzaken en verloop der Omwenteling van 1830, 1930.
  - Mijn "mémoires", 1958 & 1959.

## Eerbetoon
- In 1954 werd hij in de erfelijke Belgische adelstand opgenomen, in erkenning van zijn wetenschappelijke verdiensten en van de diensten bewezen aan het Belgisch koninkrijk. Hij nam als wapenspreuk Essen buigen niet.
- Lid van de Koninklijke Vlaamse Academie voor Wetenschappen, Letteren en Schone Kunsten van België (1939).
- Lid van de Koninklijke Commissie voor geschiedenis (1922).
- Eredoctor van de Universiteit van Padua.
- Eredoctor van de Universiteit van Montpellier.
- Eredoctor van de universiteit van Laval (Quebec).
- Erehoogleraar van de Katholieke Universitaire Faculteiten in Rijsel.
- Lid van de Real Academia de la Historia (Madrid).
- Lid van de Academia nacional de Historia (Buenos Aires).
- Lid van de Académie des Lettres, des Sciences et des Beaux-Arts (Besançon).
- Lid van de Royal Historical Society (Londen).
- Grootofficier in de Leopoldsorde.
- Grootofficier in de Kroonorde.
- Officer of the British Empire (OBE).
- Officier in de Légion d'honneur.
- Commandeur in de Orde van Karel III (Spanje).
- Commandeur in de Orde van Gregorius de Grote.
- Commandeur in de Orde van Verdienste (Italië).